# Barrafranca
Barrafranca er en italiensk by (og kommune) i regionen Sicilien i Italien, med omkring 11.813(2023) indbyggere.  